# Jasmine Kara
Jasmine Kara, pseudonimo di Karolina Khatib-Nia (Örebro, 23 giugno 1988), è una cantante svedese.

## Biografia
Blues Ain't Nothing but a Good Woman Gone Bad (2010), album in studio con cui ha esordito nell'industria discografica, ha fatto l'ingressso al 23º posto della Sverigetopplistan e le ha fatto guadagnare due nomination ai premi P3 Guld. Il secondo LP Unbreakable è stato pubblicato quattro anni più tardi.
Ha in seguito cercato di rappresentare la Svezia all'Eurovision Song Contest, partecipando al Melodifestivalen con l'inedito Gravity, primo ingresso dell'artista nella hit parade svedese. Svart på vitt, terzo LP, è stato reso disponibile per il consumo a partire dal luglio 2023.

## Discografia

### Album in studio
- 2010 – Blues Ain't Nothing but a Good Woman Gone Bad
- 2014 – Unbreakable
- 2023 – Svart på vitt

### EP
- 2017 – Black and White XMas

### Singoli
- 2011 – In the Basement - Part 1
- 2011 – Try My Love Again
- 2012 – Ain't No More Room
- 2013 – Can't Lie to Me
- 2013 – Paralyzed
- 2013 – Ljudet av ett annat hjärta
- 2017 – Gravity
- 2017 – Dear Mr Santa
- 2018 – Smile
- 2018 – Labkhand
- 2018 – Risas
- 2019 – Call Back
- 2019 – Nunca llamas
- 2019 – X-Mas Money
- 2020 – Funkin' Fresh
- 2020 – Thirsty
- 2020 – Cash Is Queen
- 2021 – Du var för bra
- 2021 – Jag skiter i allt
- 2022 – Ta mitt hjärta
- 2022 – Ja
- 2023 – Tills skiten träffar fläkten
- 2023 – Höj din röst
- 2023 – Dad Bezan
- 2023 – Ghalbamra begir
- 2023 – När räven raskar (con Emil Assergård)
- 2023 – Julklapps Cash
- 2023 – Gott nytt år!